# Steven Cherundolo
Steven „Steve“ Emil Cherundolo (* 19. Februar 1979 in Rockford, Illinois) ist ein ehemaliger US-amerikanischer Fußballspieler und heutiger -trainer. Während seiner aktiven Zeit als Spieler spielte er 15 Jahre lang als rechter Außenverteidiger bei Hannover 96 und nahm mit der Nationalmannschaft der USA an drei Fußball-Weltmeisterschaften teil.

## Karriere als Spieler

### Vereinskarriere

#### Karrierebeginn in den USA
Seine fußballerische Laufbahn begann Steven Cherundolo bei dem Verein La Jolla Nomads Club, bei dem er Stammspieler war.
Als Cherundolo die University of Portland besuchte, spielte er von 1997 bis 1998 für die Mannschaft der Universität. Schon damals wurde sein Potential entdeckt, denn in seiner ersten Saison wurde er in der West Coast Conference zum „Freshman of the Year“ gewählt. Im Januar 1999 wurde der Rechtsverteidiger vom damaligen Fußball-Zweitligisten Hannover 96 für 250.000 DM verpflichtet.

#### Hannover 96

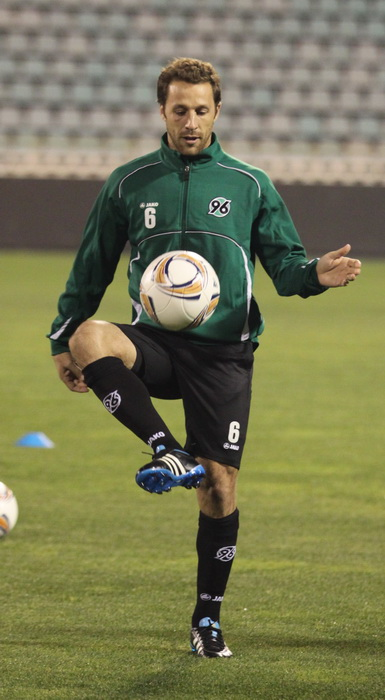
Steven Cherundolo 2011

Für Hannover 96 absolvierte er zunächst 68 Zweitligaspiele und stieg in der Saison 2001/02 in die Fußball-Bundesliga auf. Sein erstes Tor erzielte er in seinem zweiten Bundesligajahr gegen Borussia Mönchengladbach per Kopf, obwohl er mit seiner Körpergröße von 1,72 m zu den kleineren Spielern der Bundesliga zählte. Er war seit dem Aufstieg 2001/02 unter allen hannoverschen Trainern (Ralf Rangnick, Ewald Lienen, Peter Neururer, Dieter Hecking, Andreas Bergmann und Mirko Slomka) Stammspieler und zählt zu den Publikumslieblingen der 96er. Dies zeigt sich insbesondere durch die „U S A! U S A!“-Rufe, u. a. bei seiner Nennung in der Mannschaftsaufstellung.
Im Mai 2007 verlängerte er seinen Vertrag bei Hannover 96 vorzeitig bis 2010, im Juli 2010 um weitere zwei Jahre bis 2012 mit einer Option auf ein weiteres Jahr, falls er in der Saison 2011/2012 die Hälfte der Spiele bestreitet. Am 23. Spieltag gegen Borussia Dortmund verlängerte sich sein Vertrag somit um eine Saison bis 2013. Steve Cherundolo bildet zusammen mit Christian Schulz, Sérgio da Silva Pinto, Jan Schlaudraff und Karim Haggui den Mannschaftsrat von Hannover 96. Ab Beginn der Saison 2010/2011 war er der Mannschaftskapitän. Am 20. April 2013 bestritt er seine 298. Bundesliga-Partie für Hannover 96 und löste damit Jürgen Bandura als Rekordhalter ab.
Am 19. März 2014 beendete Cherundolo nach mehreren Knieverletzungen in den vorausgegangenen 15 Monaten seine Karriere.

### Nationalmannschaft

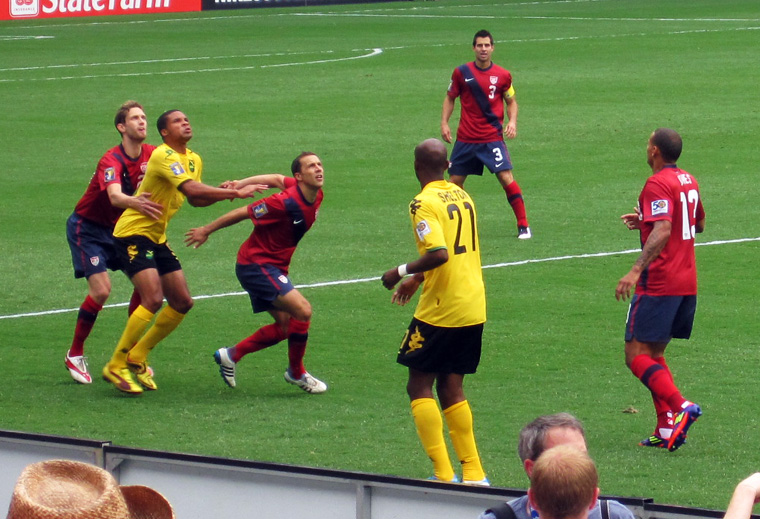
Cherundolo (Mitte) im Spiel gegen Jamaika im Gold Cup 2011

Sein erstes Länderspieltor erzielte er im März 2006 in einem Freundschaftsspiel gegen die deutsche Nationalmannschaft in Dortmund (Ergebnis: 1:4). Im November 2007 traf der Verteidiger ein zweites Mal gegen Südafrika.
Er stand im Aufgebot der USA für die Fußball-Weltmeisterschaft 2002 in Japan und Südkorea, die Fußball-Weltmeisterschaft 2006 in Deutschland, dort spielte er bei allen drei Vorrundenspielen, und die Fußball-Weltmeisterschaft 2010 in Südafrika. Dort überstanden die Amerikaner die Vorrunde, bevor sie im Achtelfinale Ghana unterlagen.
Cherundolo ist der einzige Spieler in Diensten von Hannover 96, der an drei Weltmeisterschaften teilgenommen hat.

## Erfolge

### Mit Hannover 96
- Deutscher Zweitligameister: 2001/02
- Europa-League-Viertelfinalist: 2011/12

### Mit der Nationalmannschaft
- CONCACAF Gold Cup: 2005
- WM-Viertelfinalist: 2002

### Statistik
In seiner Bundesligakarriere bestritt Cherundolo von Beginn der Spielzeit 2002/03 bis zum Ende der Saison 2012/13 insgesamt 300 Erstligaspiele für Hannover 96 und erzielte dabei sechs Tore. Er ist der Spieler mit den meisten Bundesligaeinsätzen für Hannover 96. Auf der Liste aller damals aktiven Spieler mit den meisten Bundesligaeinsätzen belegte Cherundolo nach Ende der Saison 2011/12 den vierten Rang. Von allen bisher in der Bundesliga eingesetzten US-Amerikanern hat er die meisten Einsätze. Er steht hinter Dedê auf dem zweiten Rang der Liste der Ausländer mit den meisten Bundesligaeinsätzen für einen einzigen Bundesligaverein.
| Verein               | Saison               | Nationale Meisterschaft | Nationale Meisterschaft | Nationale Meisterschaft | DFB-Pokal | DFB-Pokal | Europapokal | Europapokal | Nationalmannschaft | Nationalmannschaft | Gesamt | Gesamt | Gesamt |
| Verein               | Saison               | Spiele                  | Tore                    | Vorlagen                | Spiele    | Tore      | Spiele      | Tore        | Spiele             | Tore               | Spiele | Tore   | T/S    |
| -------------------- | -------------------- | ----------------------- | ----------------------- | ----------------------- | --------- | --------- | ----------- | ----------- | ------------------ | ------------------ | ------ | ------ | ------ |
| Hannover 96          | 1998/99              | 8                       | 0                       | 0                       | 0         | 0         | -           | -           | 0                  | 0                  | 8      | 0      | 0,00   |
| Hannover 96          | 1999/00              | 12                      | 0                       | 0                       | 1         | 0         | -           | -           | 0                  | 0                  | 13     | 0      | 0,00   |
| Hannover 96          | 2000/01              | 18                      | 0                       | 0                       | 1         | 0         | -           | -           | 0                  | 0                  | 19     | 0      | 0,00   |
| Hannover 96          | 2001/02              | 30                      | 1                       | 1                       | 2         | 0         | -           | -           | 1                  | 0                  | 32     | 1      | 0,03   |
| Hannover 96          | 2002/03              | 33                      | 0                       | 3                       | 1         | 0         | -           | -           | 2                  | 0                  | 34     | 0      | 0,00   |
| Hannover 96          | 2003/04              | 29                      | 0                       | 4                       | 2         | 0         | -           | -           | 1                  | 0                  | 21     | 0      | 0,00   |
| Hannover 96          | 2004/05              | 32                      | 2                       | 1                       | 3         | 1         | -           | -           | 2                  | 0                  | 36     | 3      | 0,08   |
| Hannover 96          | 2005/06              | 22                      | 1                       | 1                       | 1         | 0         | -           | -           | 5                  | 1                  | 27     | 2      | 0,07   |
| Hannover 96          | 2006/07              | 33                      | 2                       | 1                       | 3         | 0         | -           | -           | 0                  | 0                  | 36     | 2      | 0,06   |
| Hannover 96          | 2007/08              | 33                      | 0                       | 3                       | 2         | 0         | -           | -           | 6                  | 1                  | 39     | 0      | 0,03   |
| Hannover 96          | 2008/09              | 17                      | 0                       | 1                       | 1         | 0         | -           | -           | 9                  | 0                  | 27     | 0      | 0,00   |
| Hannover 96          | 2009/10              | 26                      | 1                       | 2                       | 1         | 0         | -           | -           | 6                  | 0                  | 33     | 1      | 0,03   |
| Hannover 96          | 2010/11              | 33                      | 0                       | 0                       | 1         | 0         | -           | -           | 8                  | 0                  | 42     | 0      | 0,00   |
| Hannover 96          | 2011/12              | 22                      | 0                       | 1                       | 2         | 0         | 11          | 0           | 15                 | 0                  | 47     | 0      | 0,00   |
| Hannover 96          | 2012/13              | 20                      | 0                       | 1                       | 3         | 0         | 10          | 0           | 0                  | 0                  | 25     | 0      | 0,00   |
| Hannover 96          | 2013/14              | 2                       | 0                       | 0                       | 0         | 0         | -           | -           | 0                  | 0                  | 2      | 0      | 0,00   |
| Bundesliga gesamt    | Bundesliga gesamt    | 302                     | 6                       | 18                      | 19        | 1         | 21          | 0           | 46                 | 2                  | 381    | 9      | 0,03   |
| 2. Bundesliga gesamt | 2. Bundesliga gesamt | 68                      | 1                       | 1                       | 4         | 0         | 0           | 0           | 1                  | 0                  | 73     | 1      | 0,01   |
| Karriere gesamt      | Karriere gesamt      | 370                     | 7                       | 19                      | 24        | 1         | 21          | 0           | 54                 | 2                  | 454    | 10     | 0,02   |

(Stand: Saisonende 2013/14)

## Karriere als Trainer
Nach seinem Karriereende wurde Cherundolo am 19. März 2014 Co-Trainer von Sören Osterland bei der zweiten Mannschaft von Hannover 96, die in der Regionalliga Nord spielte. Zur Saison 2014/15 übernahm er die U-15-Mannschaft der Roten als Cheftrainer.
Am 20. April 2015 wurde Cherundolo als Co-Trainer von Michael Frontzeck für die erste Mannschaft von Hannover 96 vorgestellt. Nach dem geglückten Klassenerhalt kehrte er zunächst als Cheftrainer der U-15 zurück, ehe er zur Saison 2015/16 die U17 der Roten übernahm.
Am 30. Januar 2018 wurde Cherundolo ebenso wie sein neuer Kollege Ilija Aračić beim VfB Stuttgart Co-Trainer des Chefcoachs Tayfun Korkut. Im Oktober 2018 stellte der VfB Stuttgart Cherundolo ebenso wie Korkut und Aračić von seinen Aufgaben frei. Von 2019 bis 2020 absolvierte der US-Amerikaner an der Hennes-Weisweiler-Akademie in der Sportschule in Hennef die Prüfung zum Fußball-Lehrer und erhielt im August 2020 die UEFA-Pro-Lizenz.
Ebenfalls im August 2020 wurde Cherundolo als Co-Trainer der U-15-Juniorenauswahl des DFB vorgestellt, bei der er Cheftrainer Christian Wück assistierte.
Im März 2021 wurde Cherundolo Cheftrainer der Las Vegas Lights aus der USL Championship. Er wurde mit seiner Mannschaft in der Saison 2021 Letzter der Western Conference.
Zur Saison 2022 übernahm Cherundolo den Los Angeles FC aus der Major League Soccer als Nachfolger von Bob Bradley. Im selben Jahr führte Cherundolo den Verein zur ersten Meisterschaft der Vereinsgeschichte, nachdem sie die Western Conference mit 67 Punkten gewannen und anschließend Philadelphia Union im MLS-Cup-Finale nach einem 3:3 nach regulärer Spielzeit und einem 3:0 im Elfmeterschießen besiegten. Nach Ende der Saison 2025 wird er sein Engagement in Los Angeles beenden.

## Soziales Engagement
Sozial engagiert sich Steven Cherundolo für den Verein „Kinderherz Hannover e. V.“, bei dem er Gründungsmitglied sowie Botschafter im Vorstand ist. Kinderherz Hannover e. V. setzt sich zum Ziel, Forschungen rund um mitwachsende Herzklappen zu fördern.

## Privates
Steven Cherundolo wuchs in Rancho Peñasquitos, einem Stadtteil von San Diego, auf und besuchte die Mt. Carmel High School (MCHS). Er ist katholisch und mit einer Deutschen verheiratet.